# Димитър Цолов (писател)
Димитър Петров Цолов е български писател, поет, автор на книжни ревюта и музикант.

## Биография
Димитър Цолов Доктора (познат още в интернет от Фейсбук страницата си – стартирала зимата на 2009 – като Пияният Бард) е роден на 1 юни 1977 във Враца. По професия е хуманен лекар, с придобита специалност „Образна диагностика“.
През 2005 година става един от основателите, фронтмен и китарист на пънк-бандата „Докторс Гого Бенд“.
Интересите му в литературата гравират около хумористичната (често дори вулгарна) поезия; а в прозата – остросюжетната (фентъзи и хорър).

### Поезия
Самостоятелни издания
- „Памперс-бомбички (Цикълът на Бебс)“ (2011) – ИК „Рал Колобър“

Авторски серии
- „Сръбнати съчинения на Пияният Бард“

1. „Сръбнати съчинения“ том 1 (2015) – ИК „Гаяна“
2. „Стихо С Бирка“ (2017) – ИК „Гаяна“

### Проза
Самостоятелни издания
- „Пет приключения на Витек Диман / Космическото пиле“ (2013) – ИК „Рал Колобър“
- „Приключенията на Найден Намерения“ (2016) – ИК „Гаяна“

Авторски серии
- „Многополисна общност“

1. „Клиника в средата на нощта“ (2014) – ИК „Гаяна“
2. „Проклятието на Белиал“ (2017) – ИК „Гаяна“

- „Хрониките на Чистника и Шепичката“

1. „Кървави песни“ (2017) – ИК „Изток-Запад“
2. „Песни за погибел и любов“ (2021) – ИК „Изток-Запад“

- „Инспектор Даниел Целов“

1. „Мъртвешко парти“ (2022) – ИК „Потайниче“